# Spoorlijn Mamers - Mortagne-au-Perche
De spoorlijn Mamers - Mortagne-au-Perche was een Franse spoorlijn van Saint-Rémy-des-Monts naar Mortagne-au-Perche. De lijn was 37,9 km lang en heeft als lijnnummer 426 000.

## Geschiedenis
De lijn werd in gedeeltes geopend door de Administration des chemins de fer de l'État, van Mamers naar Bellême op 3 januari 1881 en van Bellême naar Mortagne-au-Perche op 16 oktober 1881. In 1883 werd de lijn overgenomen door de Compagnie des chemins de fer de l'Ouest.
Reizigersverkeer werd opgeheven op 15 mei 1938. Goederenvervoer tussen Mamers en Bellême werd opgeheven op 18 mei 1952 en tussen Bellême en Mortagne-au-Perche op 31 mei 1959.

## Aansluitingen
In de volgende plaatsen is of was er een aansluiting op de volgende spoorlijnen:
Mamers
RFN 427 000, spoorlijn tussen La Hutte-Coulombiers en Mamers
lijn tussen Mamers en Saint-Calais
Mortagne-au-Perche
RFN 423 000, spoorlijn tussen Alençon en Condé-sur-Huisne
RFN 424 000, spoorlijn tussen Mortagne-au-Perche en L'Aigle
RFN 425 000, spoorlijn tussen Mortagne-au-Perche en Sainte-Gauburge